# Planificació del turisme
La planificació del turisme és una eina per a la gestió de destinacions, es va centrar en la percepció de la situació actual en què el turisme es trobaria en l'escenari d'un futur possible. La construcció metodològicament d'un canal que permet guiar el destí de les actuals perspectives o el futur desitjat utilitzant eficientment els recursos disponibles per a aquest propòsit.
Assabentar-se del turisme en una localitat visionant els seus efectes negatius i positius. En un intent de maximitzar els impactes positius i minimitzar els impactes negatius es planteja una planificació basada en la sostenibilitat. Utilitzant el trípode enganxat en el patrimoni d''equitat social, prudència ecològica i impuls de l'economia local.

## Planificació per països

### Planificació regionala França

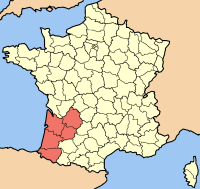
Costa aquitània a França

Em 1961 apareix el primer intent real en la planificació del turisme regional no sul da França, com a compra de 1.500 hectàrees de terreny no litoral entre “Lá Camague” i “l'Euskal Herria”. En aquesta nova acció a compte d'una visió més integrada de l'activitat va comptar amb la presència dels ministeris involucrats, amb el rendiment dels equips planificadors urbans, secretaris tècnics, empreses i altres entitats que permeten aquesta experiència aprofundir millor en temes de desenvolupament local.